# Haute-contre

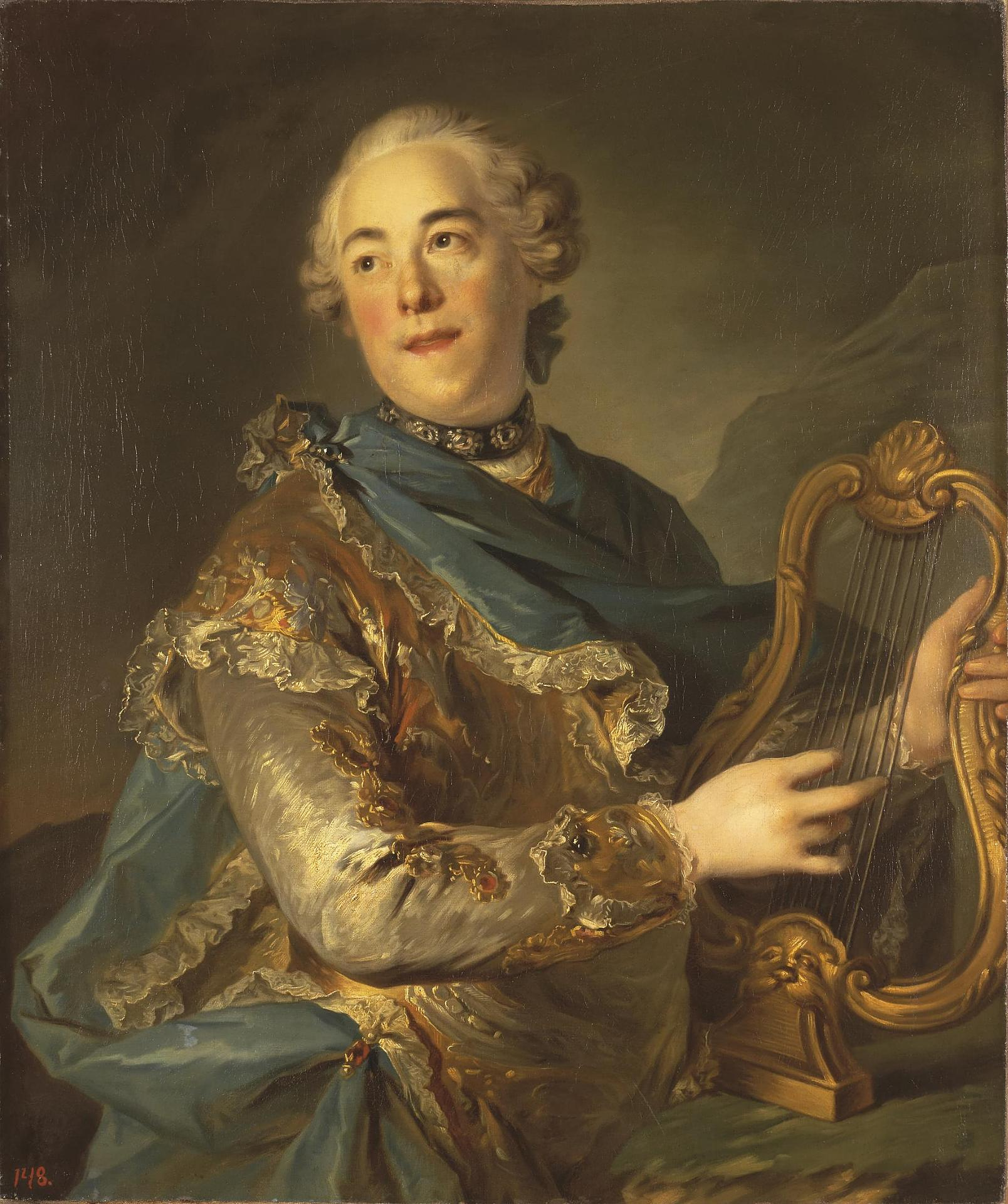
Пьер де Желиот — исполнитель партий героев и ролей-травести в операх Рамо

От-контр (фр. haute-contre, /otkɔ̃tʁ/; калька с итал. contralto) — высокий (альтовый) мужской певческий голос во французской музыке эпохи барокко, разработанный в качестве альтернативы голосу певцов-кастратов (который ценился за сочетание высоты и силы). Техника мужского пения высоким голосом сформировалась во Франции после того, как король Людовик XIV законодательно запретил оскопление мальчиков под любым предлогом. Запрет отражал ценности Просвещения: рациональность, естественность и уважение к человеческому телу.  
В русскоязычной литературе от-контры упрощённо именуются контратенорами (хотя содержательно это разные понятия, так как современные контратеноры — в отличие от французских теноров барокко — в основном поют фальцетом).

## Вокальные особенности
Для достижения высокого (альтового) диапазона французские певцы XVIII века обычно использовали смешанный грудной и головной регистр (микст). Виртуозная колоратура, характерная для итальянской традиции, была им не свойственна. Берлиоз вообще отрицал роль головного регистра в исполнительской технике XVIII века:
От-контр обозначал мужской голос, привыкший петь почти исключительно в грудном регистре пять верхних нот (включая си-бекар) в диапазоне первого тенора. Камертон тогда, как принято считать, был на тон ниже современного. Сегодня, когда в хоровой партии встречается си-бекар, большинство теноров берут его головным голосом, но самые высокие тенора (от-контры) по-прежнему без колебаний атакуют его грудным голосом.
Ошибочно именовать контратеноров барокко фальцетистами, так как они старались не использовать фальцет. Опора на смешанный регистр гарантировала полнозвучие голоса и яркое, мощное звучание оперных партий, которые требовали героической силы. Смешанный регистр позволял французским тенорам создавать образы благородных и царственных персонажей, без которых редко обходилась опера эпохи барокко. 
Более лёгкое, воздушное звучание фальцета находило применение преимущественно в хоровой музыке, на которой и специализировались подлинные фальцетисты XVIII века. Знаменитый Желиот на оперной сцене пел в смешанном регистре, а на концертах и при исполнении духовной музыки — фальцетом.

## Зарождение и расцвет от-контра
В эпоху барокко всеевропейскую популярность завоевала зародившаяся в Италии опера-сериа, где роли главных героев отдавались певцам-кастратам. В столицу Франции в 1640-х годах итальянских певцов (в том числе и кастратов) приглашал первый министр королевства Джулио Мазарини, итальянец по происхождению. Французская публика получила возможность увидеть постановки опер Марко Мараццоли; Луиджи Росси; «Притворное сумасшествие» Джулио Строцци; «Эгисфа», «Ксеркса», «Влюблённого Геракла» Франческо Кавалли. Росси был приглашён для работы в Париж также Мазарини и написал там оперу «Орфей». В 1645 году в Париже на зрителей произвели неизгладимое впечатление сценические механизмы Джакомо Торелли, созданные для «Притворного сумасшествия». В то же время французы подвергли критике традиционные для итальянской оперы фантазийные костюмы, не имеющие ничего общего с образами персонажей, и обилие партий для высоких голосов, которые исполняли кастраты и женщины. Присутствие кастратов на сцене воспринималось скорее как повод для скандала.
Итальянские певцы вышли из моды после смерти Мазарини. Французские музыканты уже не столько учились у итальянцев, сколько соперничали с ними. По времени перемена вкусов была инспирирована и изменением в политической жизни королевства. Людовик XIV, принявший после смерти первого министра на себя всю полноту власти, стремился в музыкальной жизни сделать Францию законодательницей мод. Во второй половине XVII века во Франции был создан новый оперный жанр — музыкальная (лирическая) трагедия, у истоков которой стояли композитор Жан-Батист Люлли и либреттист Филипп Кино. Большое значение во французской опере придавалось речитативу, который Люлли создавал, опираясь на обычаи театральной декламации, певцы должны были так исполнять произведение, чтобы зритель слышал и понимал весь текст. Речитатив Люлли противопоставлялся мелодике итальянских опер, музыка подчинялась стиху по принципу силлабики, когда количество единиц мелодии равно количеству слогов текста.

В лирической трагедии не было места для певцов-кастратов, со времени её появления и вплоть до начала XIX века во Франции итальянские кастраты лишь приглашались для исполнения церковной музыки и выступали с концертами. Роли молодых героев, мужественность которых не подвергалась сомнению, были отданы обладателям высокого мужского голоса диапазона (mi 2 — do 4/ré 4), партии для него в придворных ариях и балетах писались с конца XVI века. Люлли для haute-contre написал заглавные партии Атиса («Атис», 1676), Беллерофона («Беллерофон», 1679), Персея (Persée, 1682), Фаэтона (Phaéton, 1683), Амадиса (Amadis, 1684), главная мужская партия в пасторали «Ацис и Галатея» (1686), а также Алфея в «Прозерпине» (1680), Амура в «Психее» (1678) и Рено в «Армиде» (1686). Одними из самых красивых и выразительных считаются партии haute-contre в произведениях Марка-Антуана Шарпантье, который сам обладал голосом этого диапазона: Орфея в «Сошествии Орфея в ад» (1686—1687), Давида в «Давиде и Ионафане» (1688) и Язона в признанном шедевре композитора — «Медее» (1693). Во французской опере, в отличие от итальянской, большую роль играл хор, причём haute-contre занимал позицию второй хоровой партии. 

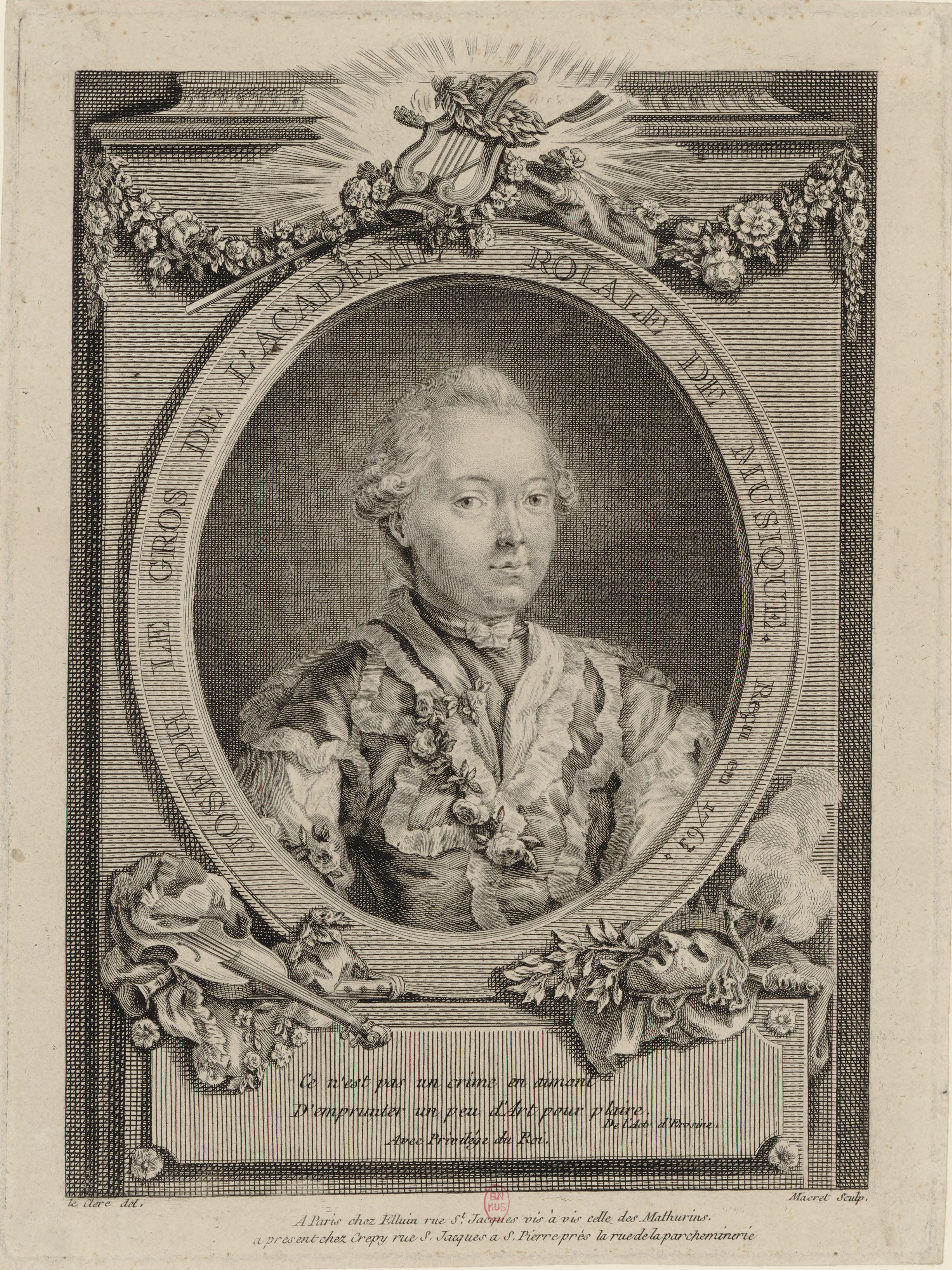
Жозеф Легро — ведущий контратенор 1770-х годов

И после Люлли, в конце XVII — середине XVIII века, авторы музыкальных трагедий (Анри Демаре, Марен Маре, Андре Кардинал-Детуш, Жан-Мари Леклер) выбирали для главных героев голос haute-contre. Новый расцвет французской музыкальной (лирической) трагедии связан с именем Жана-Филиппа Рамо, в его произведениях голос haute-contre выбран как для героев, так и для второстепенных персонажей. Характерные партии (в том числе роль травести в «Платее») haute-contre предназначались для выдающегося исполнителя Пьера де Желиотта. Партии haute-contre есть также в балетах и операх-балетах Рамо.
По причине того, что кастраты не выступали на французской оперной сцене, Глюк к парижской премьере «Орфея и Эвридики» (1774) переписал заглавную партию кастрата-альта для одного из лучших haute-contre своего времени Жозефа Легро, который впоследствии принимал участие в постановках и других опер композитора.

## Продолжение традиций
В начале XIX века, когда кастраты-вокалисты стали уходящим явлением и за пределами Франции, в качестве альтернативы им рассматривались теноры с наиболее высокими голосами — контральтино. Благодаря использованию итальянской техники «усиленного фальцета» они были способны достигать нот даже более высоких и тембра более яркого, чем французские от-контры. Вместе с тем некоторые из теноров той переходной эпохи предпочитали  для повышения вокального регистра развивать опыт французских от-контров. Примером такого подхода может служить Адольф Нурри.
На волне «вокальной археологии» конца XX века стали предприниматься попытки возродить пение в традициях haute-contre. Наибольший успех в этом отношении сопутствует Жану-Полю Фушекуру (род. 1958) и Сирилу Овити (род. 1977), чьи вокальные партии в операх Люлли и Рамо удостоились музыкальных премий. Также данные партии с успехом исполняют британцы Пол Эгнью и Марк Пэдмор.